# Parque nacional Kahuzi-Biega

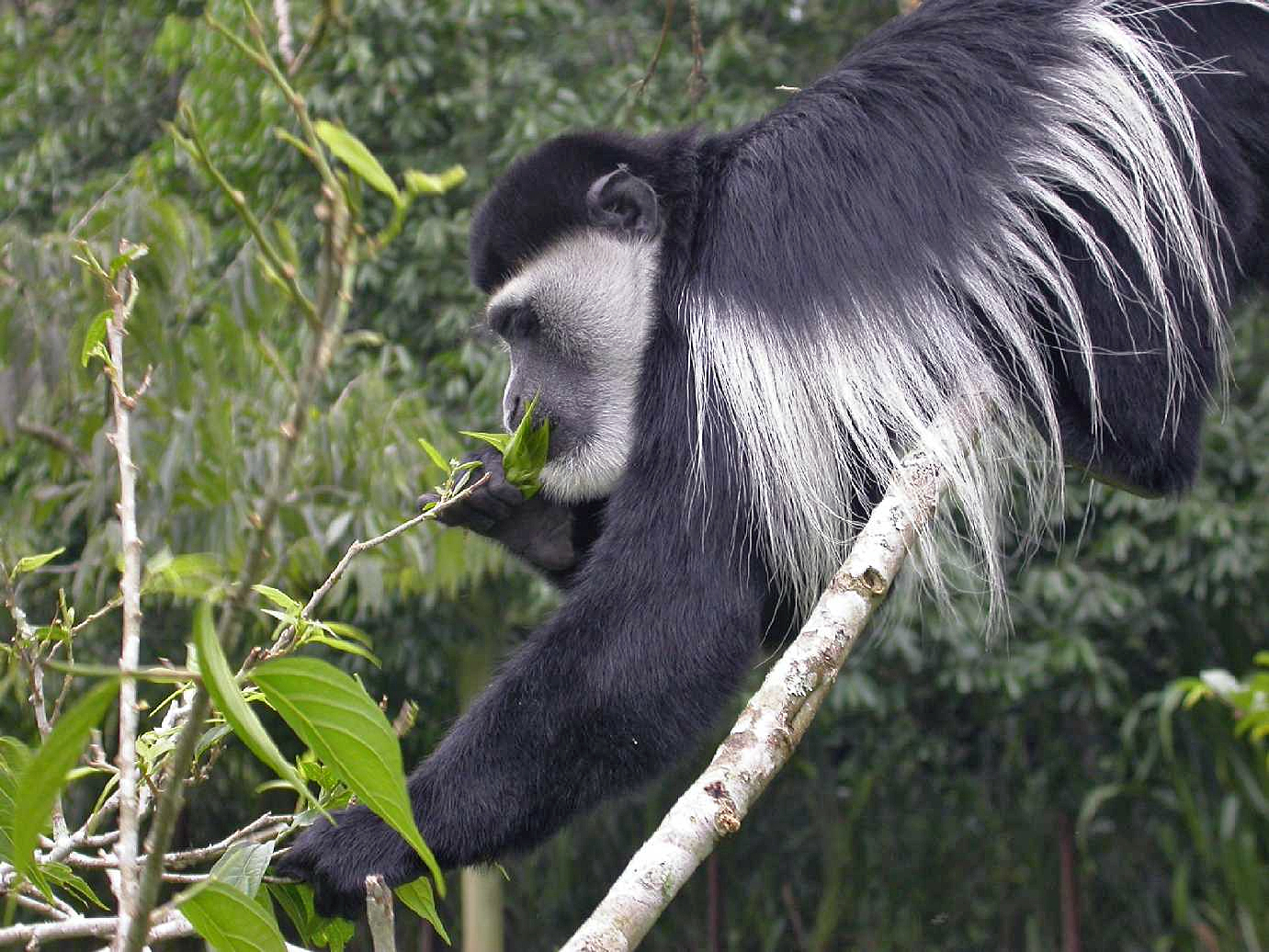
Colobo blanco y negro.

El Parque Nacional Kahuzi-Biega está situado en el este de la República Democrática del Congo, 50 km al oeste de Bukavu, en la provincia de Kivu del Sur, cerca de la orilla occidental del lago Kivu y de la frontera ruandesa. Creado en 1970, en 1980 fue declarado Patrimonio de la Humanidad por la Unesco. Tiene una extensión de 6.000 km².
El parque está cubierto de una vasta extensión de selva tropical primaria y está dominado por dos volcanes extintos: el Kahuzi (3.308 m) y el Biega (2.790 m). El Kahuzi es el pico más alto de la región.
Entre 2.100 y 2.400 m s. n. m. vive una de las últimas poblaciones de gorila de montaña; fue aquí donde Dian Fossey (protegida de Louis Leakey) comenzó a estudiarlos antes de marcharse a Ruanda. Antes de las guerras que asolaron esta región de África desde los años 1990 sólo quedaban unos seiscientos gorilas, y recientes estimaciones (2005) situaban la población en poco más de cien ejemplares. La guerra, la quema indiscriminada y el furtivismo han hecho que el parque fuera incluido en la Lista del Patrimonio de la Humanidad en peligro en 1997.

## Fauna
- Gorila de montaña (Gorilla beringei beringei)
- Chimpancé (Pan troglodytes)
- Cercopiteco de Hamlyn (Cercopithecus hamlyni)
- Colobo blanco y negro (Colobus guereza),
- Colobo herrumbroso (Piliocolobus badius)
- Elefante de bosque (Loxodonta cyclotis)
- Búfalo cafre (Syncerus caffer)
- Hilóquero (Hylochoerus meinertzhageni)
- Nectarina de Rockefeller (Cinnyris rockefelleri)
- Eurilaimo de Grauer (Pseudocalyptomena graueri)
- Zarzalero de Grauer (Bradypterus graueri)

## Poblaciones locales
El parque está ocupado en la actualidad por refugiados y prospectores de oro y de coltan.